# Николич, Милена
Милена Николич (босн. Милена Николић / Milena Nikolić, 6 июля 1992) — боснийская футболистка, нападающая московского ЦСКА и сборной Боснии и Герцеговины.

## Карьера
Николич начала свою карьеру в клубе родного города «Леотар», где провела шесть лет, играя за все её молодежные команды. В начале сезона 2009/10 она покинула Боснию и перешла в состав чемпиона Черногории клуб «Экономист», год спустя перешла в сербский клуб «Машинац» из города Ниш. Окончила факультет спорта и физического воспитания в Нише и в течение следующих четырех лет играла за «Машинац», после чего перешла в другой сербский клуб «Спартак» (Суботица), с которым она выиграла чемпионат Сербии в сезоне 2013/14. В том же сезоне она стала лучшим бомбардиром женской Лиги чемпионов УЕФА с одиннадцатью забитыми мячами, хотя «Спартак» потерпел поражение в 1/16 финала от российского клуба «Россиянка». 20 июля 2016 года Николич покинула «Спартак» и перешла в команду женской немецкой Бундеслиги СК «Санд». После этого наибольшее количество матчей провела в женской леверкузенском «Байере 04» с 2019 по 2023 годы. 10 июля 2023 года Николич заключила контракт со швейцарским «Базелем» на срок до 30 июня 2025 года.
В июле 2025 года перешла в московский ЦСКА.
Николич выступала за женскую молодежную команду Боснии и Герцеговины, с 2012 года на постоянной основе играет в основной женской сборной Боснии и Герцеговины, с которой участвовала в отборочных матчах чемпионатов мира и Европы.

## Достижения
«Машинац»
- Чемпионка Сербии (1): 2009/2010
- Обладательница Кубка Сербии (3): 2008/2009, 2009/2010, 2010/2011

«Спартак» (Суботица)
- Чемпионка Сербии (2): 2013/2014, 2014/2015
- Обладательница Кубка Сербии (2): 2013/2014, 2014/2015
- Лучший бомбардир женской Лиги чемпионов 2013/2014